# Château de Dietrich
Pour les articles homonymes, voir Dietrich.
Le château de Dietrich est un monument historique situé à Reichshoffen, dans le département français du Bas-Rhin.

## Localisation
Ce bâtiment est situé au 16, rue du Château à Reichshoffen.

## Historique
Un premier château est construit en 1232 pour le duc de Lorraine. Il est confié après 1286 aux comtes d'Ochsenstein et démoli en 1769. Il comportait une enceinte approximativement circulaire flanquée de quatre tours rondes.
Le château actuel est construit pour Jean de Dietrich (1719-1795) par Joseph Massol, architecte strasbourgeois. Le gros-œuvre est érigé de 1770 à 1771 sous la direction de Christian Gstyr. Sur la lucarne sud-est se trouvait avant la guerre l'inscription aujourd'hui disparue : IFD HANVER 1779. Vers 1807, Mathieu de Faviers supprime le corps de passage qui reliait les communs au nord ; l'aile est des communs est démolie par les Renouard de Bussière en 1811 et en 1812, l'aile ouest subsiste en partie, complètement réaménagée. Le château, gravement endommagé pendant la dernière guerre a été soigneusement restauré. Il sert à présent de siège administratif à la Société De Dietrich. L'une des tours de l'ancien château qui avait subsisté est reconstruite en 1807 pour servir d'élévateur hydraulique. En limite nord du parc sont situés des dépendances agricoles et une ancienne maison de jardinier sous toit à croupes figurant déjà sur le plan cadastral napoléonien vers 1840,.
L'édifice bâti en 1770 fait l'objet d'un classement au titre des monuments historiques depuis 1940.
Le 7 mai 1932, il est mention de l'assassinat de Paul Doumer, quand Raymond Poincaré prend connaissance de son décès.

## Architecture

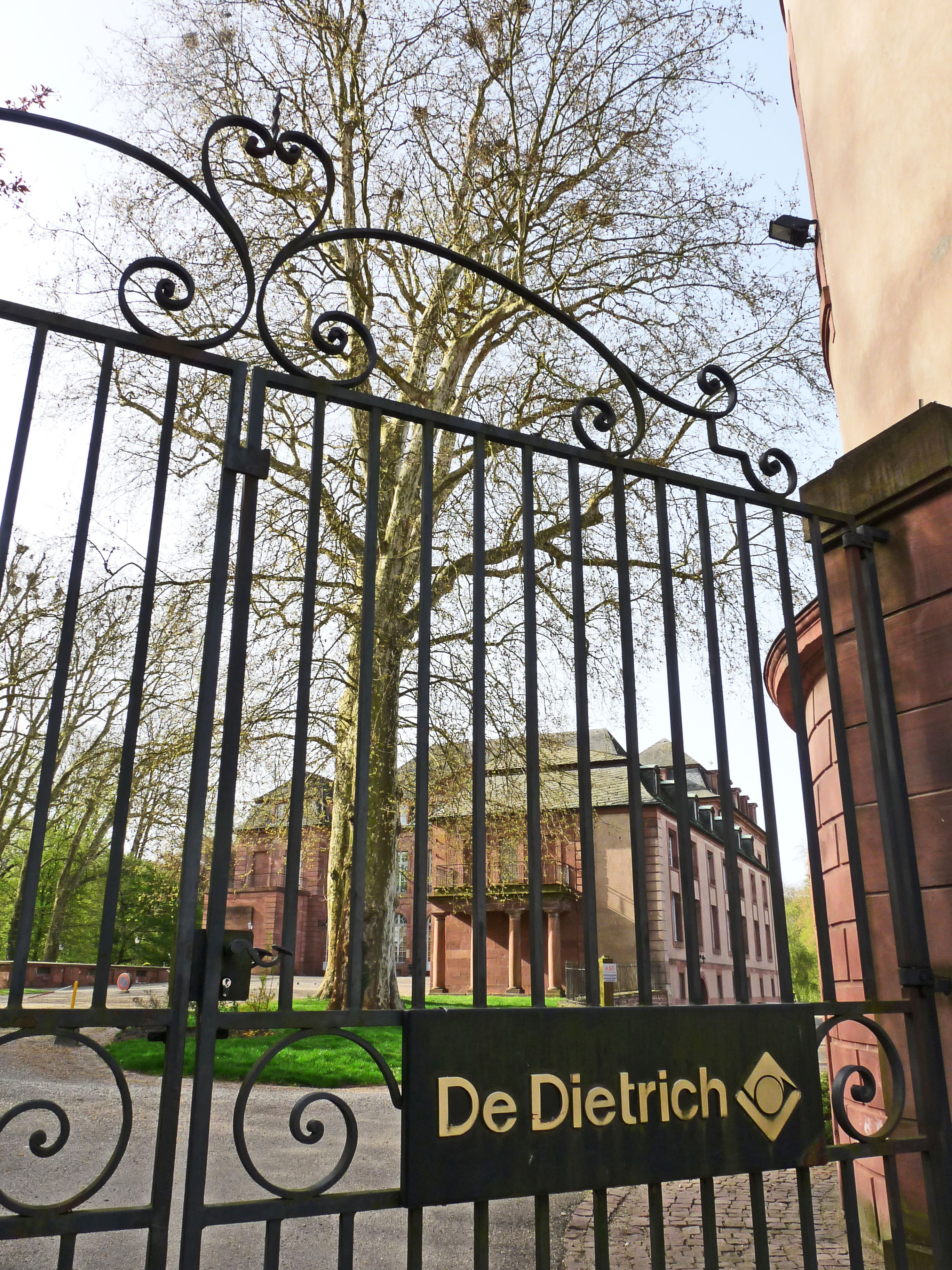
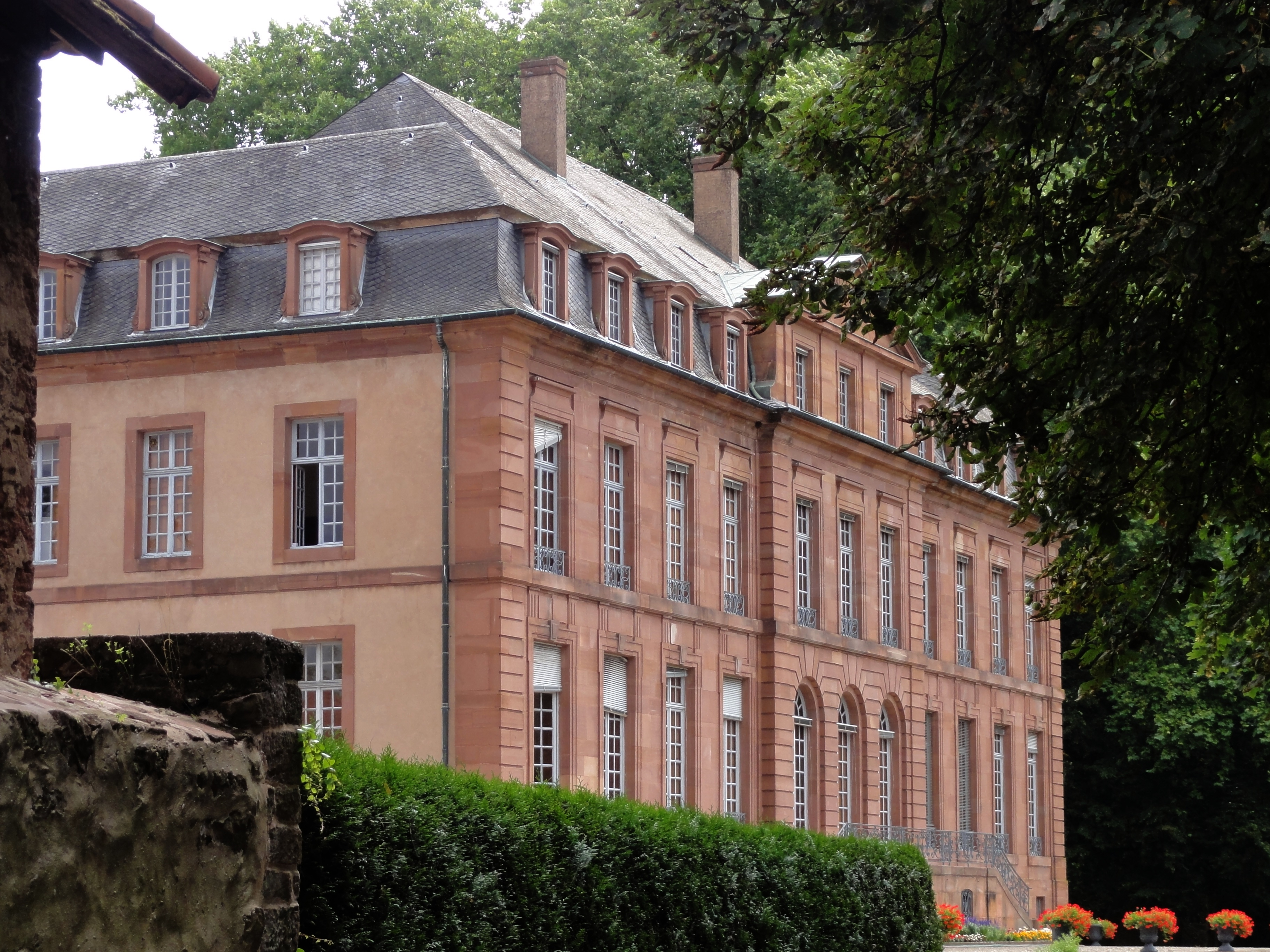
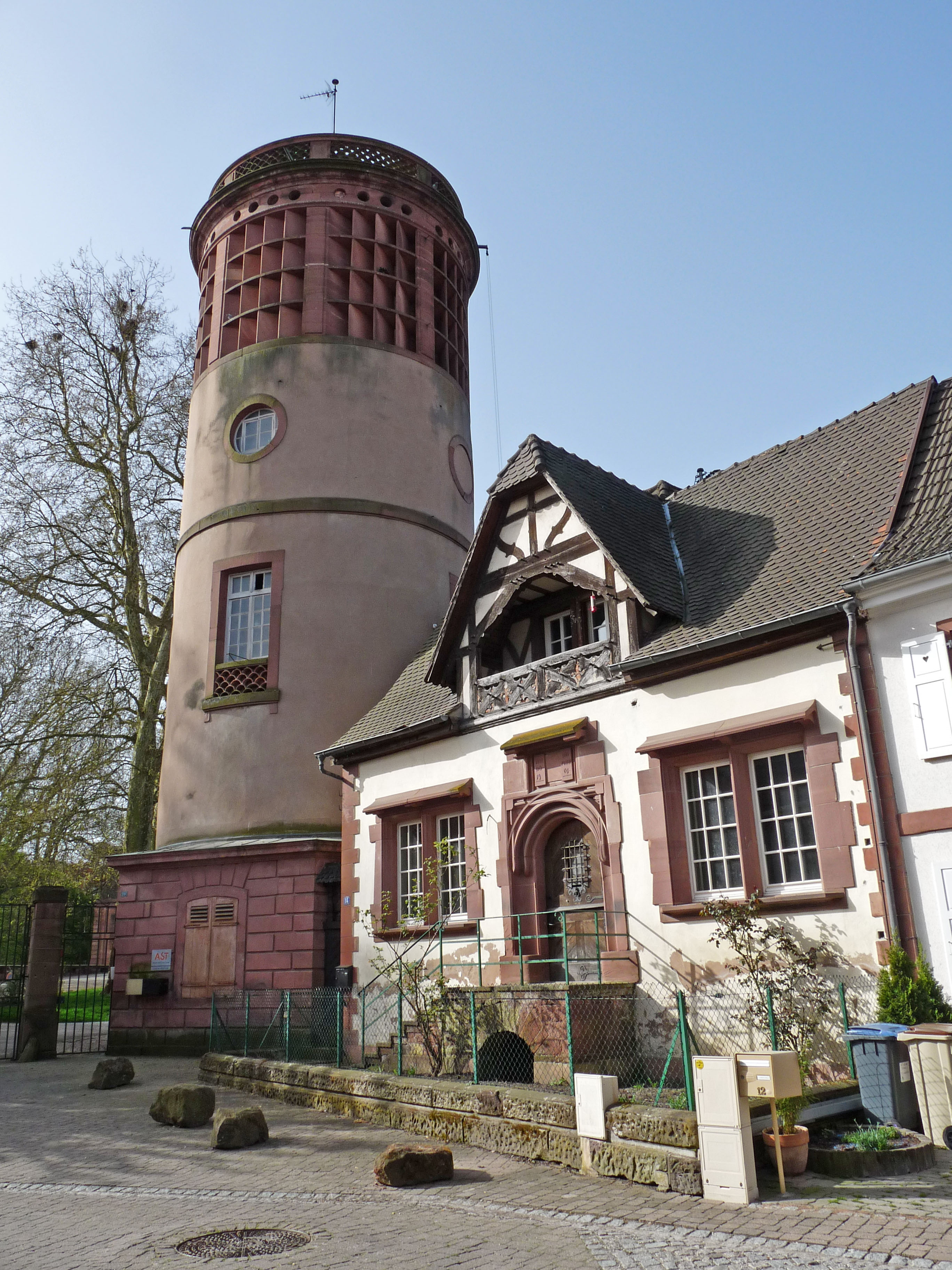